# (34730) 2001 QO45
2001 QO45 (asteroide 34730) é um asteroide da cintura principal. Possui uma excentricidade de 0.17194980 e uma inclinação de 1.84472º.
Este asteroide foi descoberto no dia 16 de agosto de 2001 por LINEAR em Socorro.